# Frenchs Forest
Frenchs Forest é um subúrbio do norte de Sydney, no estado da Nova Gales do Sul, na Austrália, situado a 13 quilômetros ao norte do distrito empresarial central de Sydney, na área do governo local do Conselho de Northern Beaches. Frenchs Forest faz parte da região Northern Beaches. Em 2011, sua população era de 13 192 habitantes. 

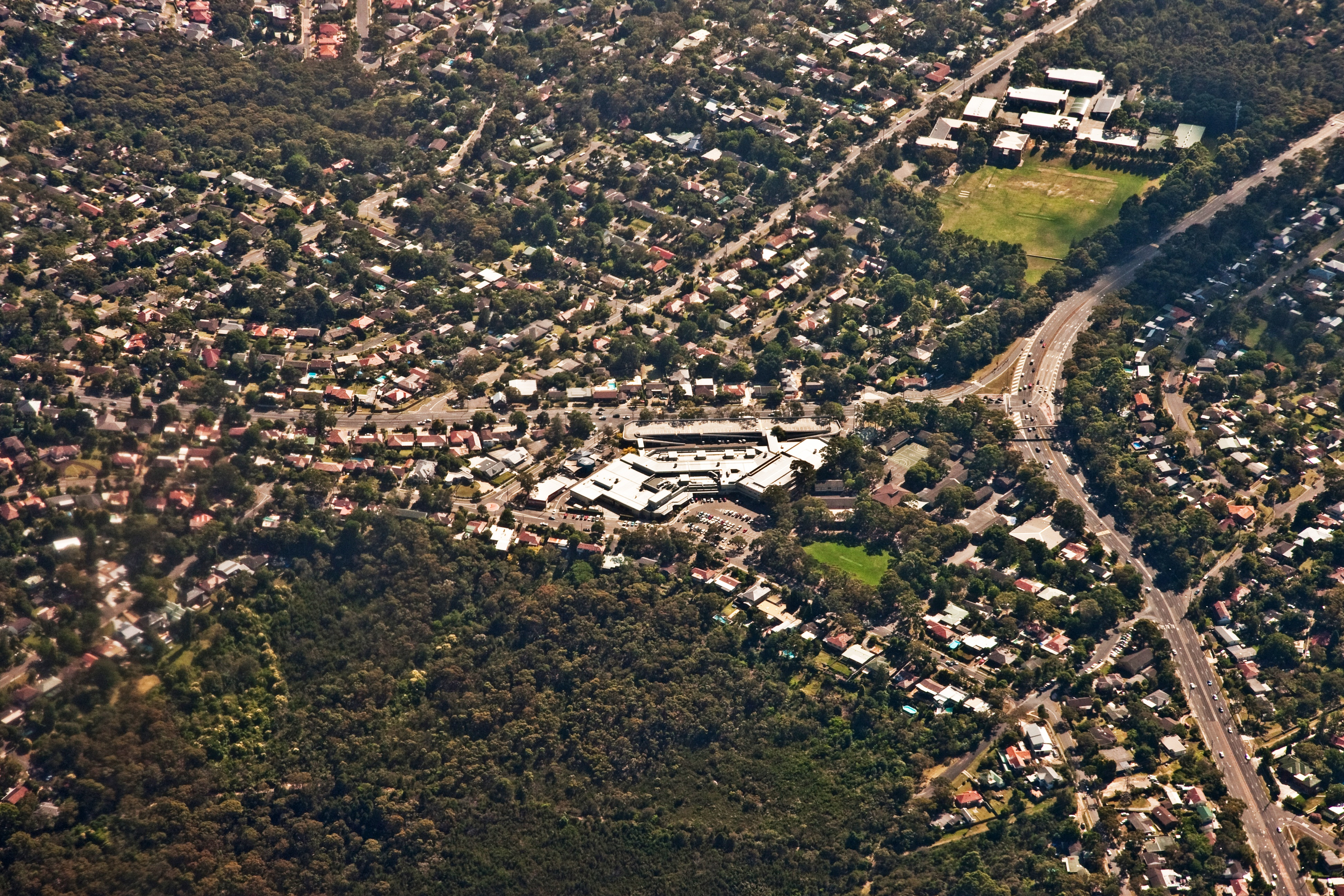
Vista aérea de Frenchs Forest, com Forestway ao centro.